# Scoliophthalmus darjeelingensis
Scoliophthalmus darjeelingensis är en tvåvingeart som beskrevs av Cherian 2002. Scoliophthalmus darjeelingensis ingår i släktet Scoliophthalmus och familjen fritflugor. Inga underarter finns listade i Catalogue of Life.